# Balonne River
Balonne River är ett vattendrag i Australien. Det ligger i delstaten Queensland, omkring 520 kilometer väster om delstatshuvudstaden Brisbane.
Omgivningarna runt Balonne River är i huvudsak ett öppet busklandskap. Trakten runt Balonne River är nära nog obefolkad, med mindre än två invånare per kvadratkilometer. Genomsnittlig årsnederbörd är 381 millimeter. Den regnigaste månaden är februari, med i genomsnitt 79 mm nederbörd, och den torraste är oktober, med 3 mm nederbörd.